# Априлска риба
„Априлска риба“ (на френски: Poisson d'avril) е френска комедия от 1954 г., на режисьора Жил Гранжие с участието на Бурвил.

## Сюжет
Честен гаражен механик, верен съпруг и добър баща, Емил Дюпюи е убеден от търговец в базар да си купи нов модел въдица и принадлежности за риболов с парите, предназначени за мечтаната пералня от съпругата му Шарлот. Страхувайки се да ѝ каже, той ще започне да лъже и ще предизвика куп неприятности.

## В ролите
| Актьор        | Роля            |
| ------------- | --------------- |
| Бурвил        | Емил Дюпюи      |
| Ани Корди     | Шарлот Дюпюи    |
| Луи дьо Фюнес | Лесничеят       |
| Дениз Грей    | Клементин Приво |
| Пиер Дюкс     | Гастон Приво    |
| Жаклин Ноел   | Анет Койнде     |